# Hirs'ke
Hirs'ke (in ucraino Гірське?; in russo Горское?) è una città dell'Ucraina (9 100 abitanti) situata nel distretto di Sjevjerodonec'k, nell'oblast' di Luhans'k. Ospita l'amministrazione  della comunità territoriale di Hirs'ke, una delle comunità territoriali dell'Ucraina.
Fino al 18 luglio 2020 Hirs'ke apparteneva al distretto di Popasna, abolito come parte della riforma amministrativa dell'Ucraina, che ha ridotto a otto il numero dei distretti dell'oblast' di Luhans'k. L'area del distretto di Popasna è stata trasferita al distretto di Sjevjerodonec'k.
Dal giugno 2022 la città è sotto il controllo delle truppe russe.